# Гордон, Бойд
Бойд Го́рдон (англ. Boyd Gordon; 19 октября 1983, Юнити, Саскачеван, Канада) — канадский хоккеист, нападающий клуба Национальной хоккейной лиги (НХЛ) «Филадельфия Флайерз».
На драфте НХЛ 2002 года был выбран в 1 раунде под общим 17 номером командой «Вашингтон Кэпиталз».
1 июля 2016 года в статусе свободного агента подписал контракт с командой «Филадельфия Флайерз».

## Статистика
| Легенда | Легенда                    | Легенда | Легенда                   | Легенда | Легенда    |
| ------- | -------------------------- | ------- | ------------------------- | ------- | ---------- |
| И       | Количество проведённых игр | Штр     | Штрафное время            | +/−     | Плюс-минус |
| Г       | Голы                       | П       | Голевые передачи          | О       | Очки       |
| -       | Статистика неизвестна      | —       | Статистика не учитывалась |         |            |

## Достижения

### Командные
Юниорская карьера
| Год  | Команда        | Достижение                      | Достижение |
| ---- | -------------- | ------------------------------- | ---------- |
| 2001 | Ред-Дир Ребелз | Обладатель Президентского кубка |            |
| 2001 | Ред-Дир Ребелз | Обладатель Мемориального Кубка  |            |

АХЛ
| Год  | Команда     | Достижение               | Достижение |
| ---- | ----------- | ------------------------ | ---------- |
| 2006 | Херши Беарс | Обладатель Кубка Колдера |            |

Международные
| Год  | Команда       | Достижение                                    | Достижение |
| ---- | ------------- | --------------------------------------------- | ---------- |
| 2003 | Канада (мол.) | Серебряный призёр молодёжного чемпионата мира |            |

### Личные
Юниорская карьера
| Год  | Команда        | Достижение                                                      | Достижение |
| ---- | -------------- | --------------------------------------------------------------- | ---------- |
| 2002 | Ред-Дир Ребелз | Участник Матча всех звёзд CHL                                   |            |
| 2003 | Ред-Дир Ребелз | Попадание в первую Сборную всех звёзд Восточной конференции WHL |            |
| 2003 | Ред-Дир Ребелз | Обладатель «Брэд Хорнанг Трофи»                                 |            |